# مصارعة بين الجنسين

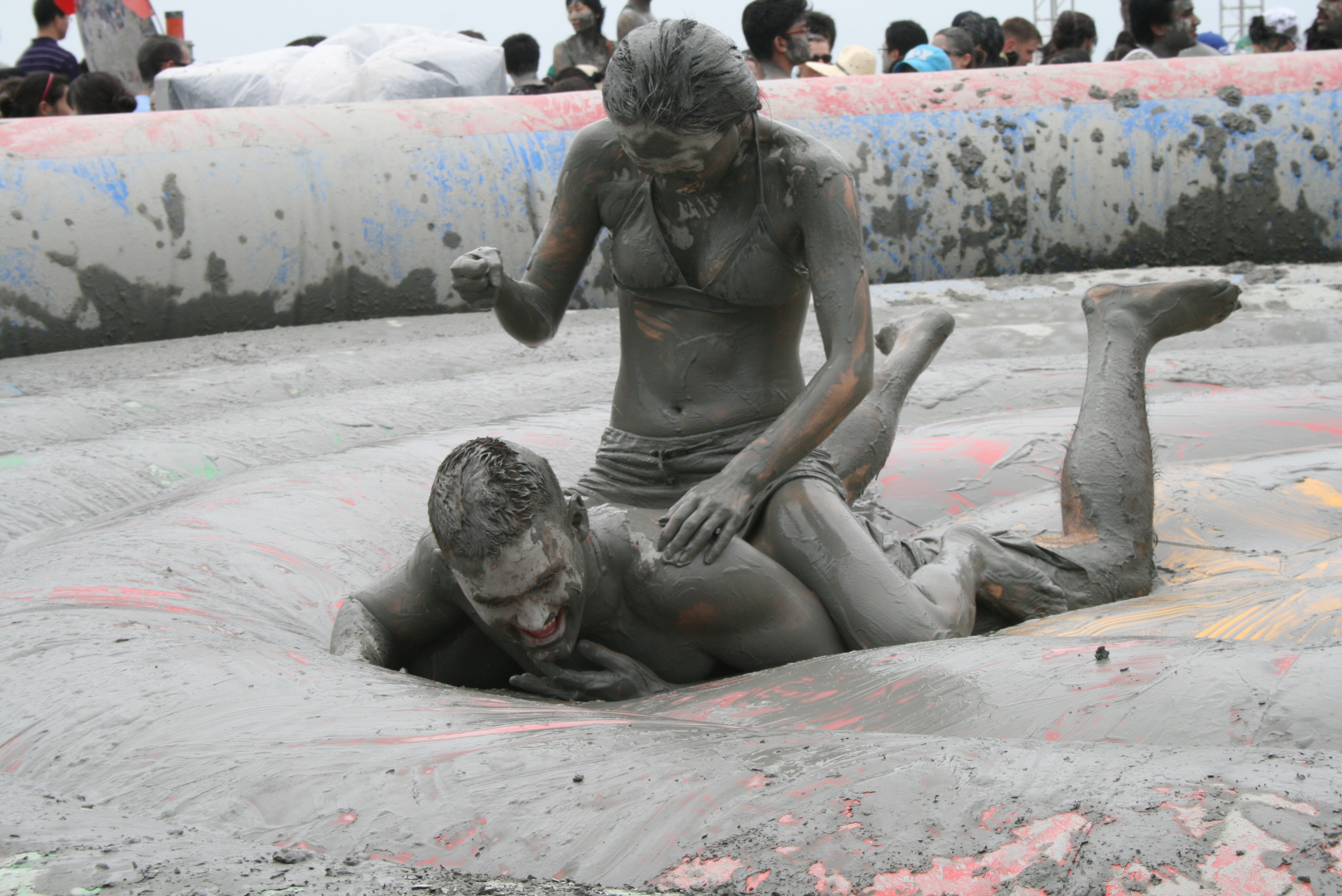
رجل وامرأه

المصارعة بين الجنسين، والمعروفة أيضًا باسم المصارعة المختلطة، هي نوع من مباريات المصارعة المحترفة بين رجل وامرأة، وقد تشير أيضًا إلى مباريات فرق متعددة مع كل من الرجال والنساء في كل فريق.
لا ينبغي الخلط بين مباريات فرق المتعددة بين الجنسين مع مباريات الفرق المختلطة؛ هناك قاعدة تحكم مباريات الفرق المختلطة التي تقيد المتنافسين الذكور والإناث من مهاجمة بعضهم البعض. إذا تم التسليم للشريك، يتعين على الفريق الآخر تبديل المصارعين تلقائيًا، والذين يجب أن يكونوا من نفس جنس المصارع القانوني للفريق الخصم. لا يزال هذا النوع من المباريات شائعًا في الوقت الحاضر. من ناحية أخرى، فإن المتنافسين الذكور والإناث في مباريات الفرق المتعددة بين الجنسين أحرار في مصارعة وتثبيت بعضهم البعض.

## التاريخ
في معظم تاريخها، نادراً ما كان الرجال والنساء يتنافسون ضد بعضهم البعض في المصارعة المحترفة، حيث كان يُنظر إليه على أنه غير عادل ولا يوجد منافسة. تم استخدام المصارعة بين الجنسين لأول مرة في أواخر السبعينيات / أوائل الثمانينيات من قبل الممثل الكوميدي آندي كوفمان. شارك كوفمان في العديد من المباريات التي تم تصويرها من هذا النوع وأعلن عن نفسه «بطل العالم للمصارعة بين الجنسين»، وأصدر تحديًا مفتوحًا لأي منافسة يمكن أن تهزمه. كانت هذه بداية عداء شهير بين كوفمان وأسطورة المصارعة جيري "الملك" لولر.
بعد حادثة MSG "Curtain Call" في عام 1996 عندما تم الكشف عن المصارعة المحترفة على أنها مصارعة مكتوبة، أصبحت المصارعة بين الجنسين أكثر شيوعًا وقبولًا من قبل الجماهير. شهدت المباريات بين الجنسين زيادة في الاهتمام الشعبي وغالبًا ما تم تقديمها إلى قائمة الأحداث في العروض الترويجية الرئيسية في أمريكا الشمالية مثل إي سي دبليو والمصارعة العالمية الترفيهية ودبليو سي دبليو.  ربما كانت المصارعة الأكثر نجاحًا التي تنافست في المباريات بين الجنسين هي شاينا. كانت لاعبة كمال أجسام سابقة جيدة البناء، وقد تم حجزها بانتظام لمصارعة نظرائها من الذكور خلال دبليو دبليو إف عصر الموقف. كانت بطلة للقارات ثلاث مرات، وهي بطولة تقليديًا يتنافس عليها الرجال فقط، وكانت لفترة وجيزة المنافس الأول لبطولة الشركة العالمية. حملت أربع نساء لفترة وجيزة بطولة الشركة المتوقفة الآن هاردكور: تيري، مايتي مولي، تريش ستراتوس وواحدة من عاهرات ذا جودفازر.. كان للقب قاعدة مميزة مفادها أنه يمكن الفوز بها عن طريق تثبيت حامل اللقب في أي مكان على مدار الساعة طوال أيام الأسبوع. كما حملت بطولة الوزن المتوسط المتوقفة ثلاث سيدات: جاكلين (بينما كانت تحت شعار WWE) ودافني ومادوسا (هذه الأخيرة بينما كان اللقب تحت شعار WCW).
يتميز هارفي ويبلمان بكونه الذكر الوحيد في تاريخ دبليو دبليو إي الذي حمل بطولة السيدات التي توقفت الآن بعد أن هزم ذا كات في مباراة أرنب الثلج بينما كان يتنكر بشعر مستعار على أنه هيرفينا.
في ريسلمانيا 22 ذا بوغيمان هزم كل من بوكر تي وشارميل في مباراة بين الجنسين غير متكافئة.
أقيمت مباراة بارزة بين الجنسين مكونة من ستة أفراد من الفرق المتعددة في دبليو دبليو إي في عرض ون نايت ستاند 2006، عندما هزم فريق إيدج وليتا وميك فولي فريق بيولا مكجيلاكاتي وتيري فانك وتومي دريمر، بعد أن قام المصارع الذكر إيدج برمح وتثبيت المصارعة الأنثى بيولا.
يستمر هذا النوع من المباريات في مواجهة الجدل في جميع أنحاء أمريكا الشمالية حيث غالبًا ما تمتد المباريات على الخط الفاصل بين الأحداث الرياضية والترفيه الجنسي الخالص، وكذلك الادعاءات حول تصوير العنف الجسدي غير المبرر ضد النساء التعساء. على الرغم من أنها لا تزال شائعة في الحلبة المستقلة، إلا أن WWE لم تعد بشكل عام تحتفظ بمباريات مصارعة بين الجنسين بسبب الالتزام بتصنيف PG للمعلنين على التلفزيون، على الرغم من أنها ستسمح أحيانًا بمطابقات بين الجنسين إذا كان التوقيت مناسبًا. (بما في ذلك عقد مع شركة ماتيل لتجنب هزيمة النساء من قبل الرجال على شاشة التلفزيون)،  على الرغم من أنه في المناسبات الماضية كان هناك بعض المنافسات الإناث يتنافسن في حدث رويال رامبل السنوي (تم تقديم مباراة رويال رامبل منفصلة للسيدات في عام 2018). حتى الآن، تنافست أربع نساء في رويال رامبل للرجال: شاينا (1999 و 2000، الوحيدة التي قامت بذلك مرتين), بيث فينيكس (2010), كارما (2012) ونايا جاكس (2019، الأولى منذ بدء رويال رامبل للنساء). على العكس من ذلك، في راسلمينيا 25، فاز المصارع أنتوني كاريلي (المعروف باسمه الدائري سانتينو ماريلا) بمباراة ديفا باتل رويال بينما كان يرتدي زي «سانتينا ماريلا» (أخت سانتينو التوأم). ومع ذلك، كان هناك عدد من المباريات بين الجنسين بعد تقديم تصنيف PG ، ومعظمها في المباريات الكوميدية؛ قامت ليتا بتثبيت هيث سلايتر بعد أن تعرض لهجوم وترك فاقدًا للوعي من قبل العديد من المصارعين المخضرمين قبل المباراة في 23 يوليو 2012 ، حلقة من رو. شارك جيمس إلسورث أيضًا في عدد قليل من المباريات بين الجنسين، ولا سيما خسارة واحدة أمام بيكي لينش في حلقة 7 نوفمبر 2017 من سماكدوون لايف. في فاستلين 2021 ساعد براي وايت أليكسا بليس على هزيمة راندي أورتن في مباراة سينمائية بين الجنسين التي كانت مليئًة بالحيل الخارقة للطبيعة. 
في العروض الترويجية المكسيكية لـ لوتشا ليبريه، تكون المباريات بين الجنسين أكثر شيوعًا في مباريات فرق المتعددة. ومع ذلك، فإن كلا من المصارعين الذكور والإناث مقيدون بمهاجمة المصارعين من جنسهم. بعض الفرق من هذا النوع هم أشقاء (مثل سنثيا مورينو وأورينتال) وتدربوا في وقت واحد من نفس المدرب، أو حتى هم على علاقة واقعية مثل صديق/صديقة (سيبيرنيتيكو وإستريليتا)، أو كحالة استثنائية، الزوج والزوجة (بيلي بوي وفابي أباتشي). يقدم لوتشا أندرجروند مباريات فردية منتظمة بين الرجال والنساء، وحملت سيكسي ستار لقب لوتشا أندرجروند ليوم واحد، بعد فوزها به في مباراة إقصاء وخسرته أمام جوني موندو في مباراة بين الجنسين.
في إحدى الحالات المتطرفة، كانت مباراة بين الجنسين عام 2011 في اليابان تصارع كيني أوميغا مع فتاة تبلغ من العمر تسع سنوات تدعى هاروكا. انتشر فيديو المباراة، وانتشر بالأخبار العالمية، وأدى إلى تلقي أوميغا لتهديدات عديدة بالقتل. ومع ذلك، على الرغم من انتهاء المباراة بالتعادل، تصارع أوميغا بطريقة لا تؤذي الفتاة، بل وسمح لها بأخذ معظم أفضلية المباراة.
عقدت إمباكت ريسلنغ حدث سلاميفيرسري السابع عشر لعام 2019 والذي تميز بمباراة مصارعة عالية المستوى بين الجنسين في حدثها الرئيسي، حيث فاز سامي كاليهان على تيسا بلانشارد. في هارد تو كيل في عام 2020، هزمت تيسا بلانشارد سامي كاليهان في مباراة العودة للفوز ببطولة إمباكت العالمية. 